# IMac G4
iMac G4は、Appleがデザインし、2002年1月から2004年8月にかけて販売していたオールインワンパソコンである。CPUとしてPowerPC G4を採用し、半球形の本体の上に自由に可動できるステンレス製の支持棒を使った液晶画面を搭載している。
前のシリーズのiMac（1998年発売）は、Appleが危機から脱出するほど売れて成功を収める。液晶パーツの価格が下がり、Appleはブラウン管を止める検討を始めた。2年掛けiMac G4を開発した。デザインは、ヒマワリをモチーフし、スティーブ・ジョブズは各パーツをパーツ自体として忠実に見えるようにした。そして、初期のiMacのような半透明のカラフルな本体を選ばず、不透明な白一色に変えた。
iMac G4は2002年のMacworldサンフランシスコで 1月7日に当月から順次発売と発表された（日本では1月8日発表）。内部が高速なパーツに、ディスプレイがより大きな液晶パネルに刷新された。iMac G4は最初の1年で130万台を超え販売されるヒットを記録した。
2004年にiMac G5にリプレイスされた。

## 概要
iMac G4は、当初は新しいiMacと呼び、一体型コンピュータとしてマーケティングされた。このマシンには、内蔵パーツを含む半球型本体の上に、可動するステンレス鋼アームに取り付けられた液晶ディスプレイが搭載されている。アームを利用して、ディスプレイはモニタを35度上下に傾けたり、180度左右に回転させたり、18cm上下させたりすることができる。ディスプレイの額部分はhaloと呼ばれる透明なプラスティックになっている。直径27cmの半球型本体（日本では大福と呼ばれた）はディスプレイを支える充分な重さであり、アーム部分を持っても全体の荷重に耐えられる。簡単に使えるようデザインされており、6枚の絵だけのマニュアルが付属していた。
iMac G4は、CPUとしてPowerPC G4を搭載している。最後のiMac G3は対流で冷却していたが、このシリーズでは静音ファンを用い、底面から吸気し上部から排気する。電源ボタンや電源ポート、I/Oポート類は全て本体背面に、トレーローディングの光学ドライブは本体前面に設けられ鏡面処理されたAppleロゴがその上に輝いている。電源ユニットは半球型本体に内蔵されている。内部は円形ロジックボードが採用され、I/Oポートは、3つのUSB Type-A、2つのFireWire 400、VGAと100Base-T Ethernet、56kbpsのモデムとなっている。購入後に底面のネジを外すと増設できる、SO-DIMMによるRAMとAirMacカードをサポートしている。
本体色に合わせ、白いApple Pro Keyboard と Apple Pro Mouseが同梱されて販売されていた。このiMacも内蔵スピーカを備えているが、最廉価モデル以外では、Power Mac G4 (Digital Audio)で採用されたものと同様に、内蔵デジタルアンプで駆動する外付けApple Proスピーカが添付された。3.5mmヘッドフォン端子と異なる独自コネクタを使用し、より高い出力を実現している。 iMac G4は、デフォルトでMac OS Xで起動する最初のMac だったが、古いソフトウェアを使用するために初期モデルはMac OS 9でも起動できた。 添付ソフトウェアには、生産性向上アプリケーション（AppleWorks、iPhoto、iMovie、iTunes、iDVD）などが含まれていた。

## 開発
1998年に発売された初代iMacは、当時のAppleにとっては大成功となった。その後2年間でAppleの株価は400%上昇し、最終的に600万台を販売した。このことがAppleの悲惨だった財務状況を好転させ、暫定CEOとして復帰したスティーブ・ジョブズとインダストリアルデザイングループ(IDG)責任者のジョナサン・アイブとの初期のコラボレーションが見られ、Appleの新しい方法論としてその後の製品にも用いられた手法で製造された。iMacリリース後、AppleはPower Macintosh G3（B&W)、iBookなど、他の製品も刷新した。Appleの工業デザイナは更に勢力を増し、エンジニアリング部門はIDGの要求を受け大幅な離職に直面した。2001年、IDGは別の建物から本社社屋内の新しいスペースに移転、アイデアを生み出してプロトタイプモデルを作成し、ジョブズに見せるための大きなスペースを確保した。

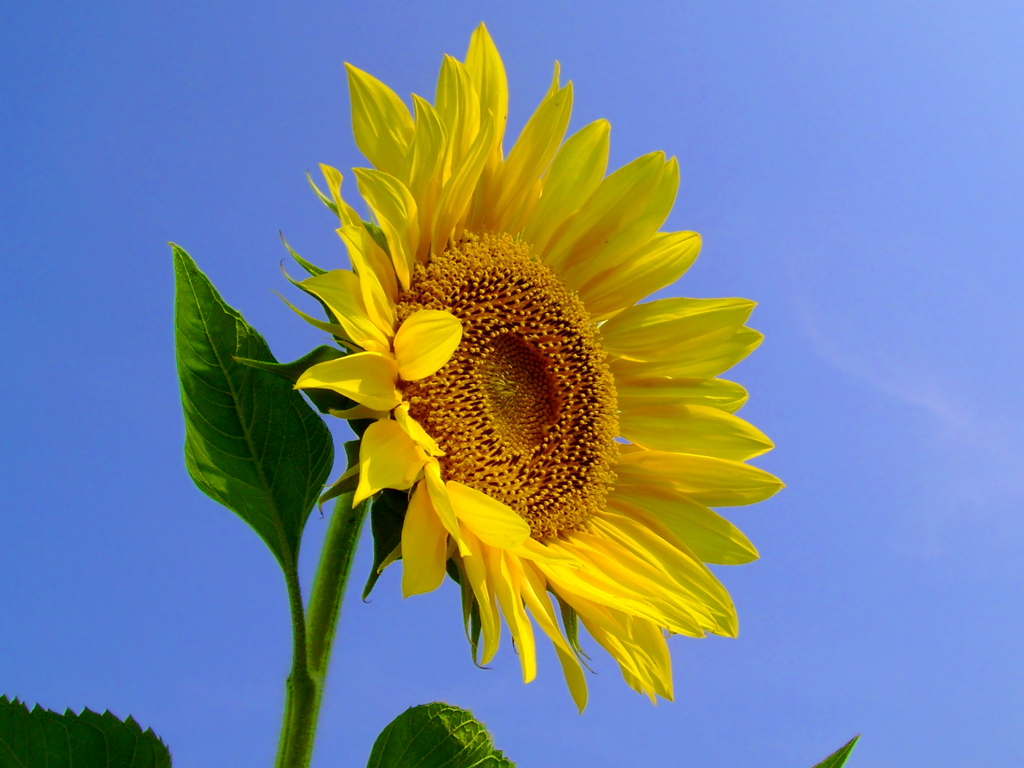
iMac G4デザインモチーフとなった、ヒマワリ

iMacのリリースから18か月後、ジョナサン・アイヴのチームは、かさばるブラウン管(CRT)を、薄くて平らな液晶ディスプレイ(LCD)に変更する再設計を検討し始めた。アイヴたちは、自分たちがデザインしたTwentieth Anniversary Macintosh同様に、コンポーネントをディスプレイの背後に取り付けたプロトタイプを作成した。 このデザインには欠点があった。当時のHDDと光学ドライブは垂直に設置すると性能が低下し、CPUのPowerPC G4発熱に対し、ユーザの目の前に置くにも関わらず、ノイズの多いファンが必要になる。また、マシン全体を動かさずにディスプレイを傾けたり回転させたりする簡単な方法がない。ジョブズは、純粋さに欠けると感じたデザインを嫌ってた。「パーツを背を負わせるなら、なぜフラットディスプレイにするのか？」彼は「各要素をそれ自体に忠実にさせろ。」と指示した。アイヴがこのことを解決しようとジョブズの家を訪れたとき、ジョブズは庭で育っていたヒマワリに基づくコンピュータを提案した。デザインにおける物語の提案は、ヒマワリの形に描かれたデザインをスケッチし始めたアイヴにアピールした。
iMac G4の開発には2年間掛かった。アイヴたちデザインチームは、まず最初スプリング式ケーブルと一体化させた背骨状アームを使用し、スクリーンをベースから取り付けようとした。スクリーン背面のクランプは、ケーブルに張力を加え、このアームは緩くなったり硬くなったりした。このデザインでは、画面をつかんでから移動させ、クランプを離すという作業に両手が必要で、一部のユーザにとって調整が難しいことが分かった。アイヴはIDEOにフィードバックを求めた。IDEOは、背骨状アームのアイデアを放棄し、2つの硬いアームを備えたより実用的なデザインを推奨した。デザイナのダグ・サッツガーは、「2つのアーム」のデザインほどの柔軟性が必要ないと判断し、ジョブズが同意した後、2番目のアームは削除された。最終的に決まったデザインのアームはステンレススチール製で、内部のバネは画面のバランスを取りながら、指1本で移動できるほど自由に調整が可能である。デザイナたちは、ディスプレイに触れずに調整させるため、透明なプラスチックのハローリングをスクリーン縁に追加し、ベゼル周りが厚く見えないようにした。iMac G4ベース本体のコンポーネントの冷却には、底面周囲から吸気し、上部のアーム付け根から排気するファンを使っている。自然対流で失敗したPower Mac G4 Cubeをヒントに、冷却の仕組みはベース本体に入れられた。 デザインはヒマワリやデスクランプのように見える、擬人化された機能により、プロセッサよりもフレンドリーで親しみやすい感じを印象付けている。ジョブズはデザインに深く関わり、機械の設計特許の1つに関し、珍しいことに自分自身を主要な発明者の1人として加えた。iMac G3は、さまざまな色の半透明プラスチックで作られた。iMac G4は、不透明な白いプラスティックを採用した。これは、ジョブズが当時のiPodをすべて白にした決定に続くものだった。アイヴはその色を「純粋で静かで」と呼び、ジョブズは、この色が消費者製品を使い捨てではなく、よりプレミアムな印象付けが成功したと感じていた。

## リリース

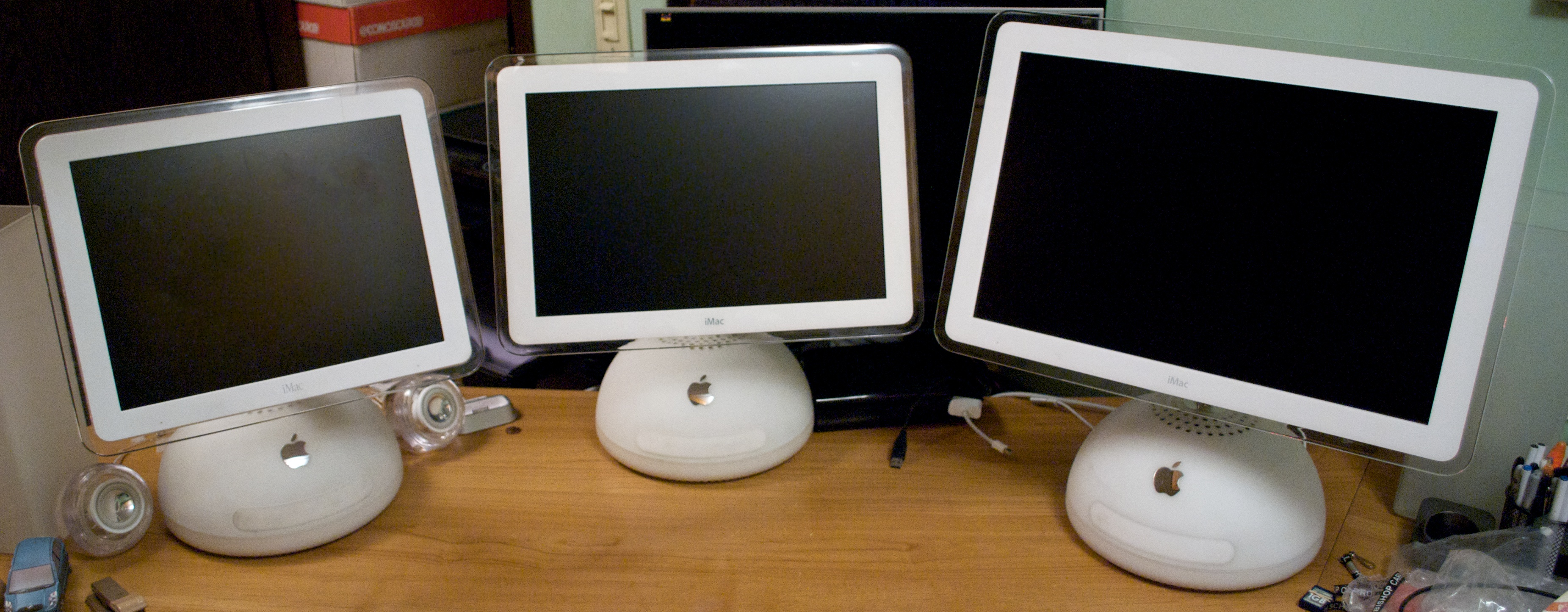
左から15, 17, 20インチのiMac G4.

2002年1月7日、新しいiMacとして Macworld San Franciscoで発表された。 フラットパネルのiMacが出るという噂が前年夏からあって、専門家はiMacの販売数が減少しており、近いうちに刷新すると確信していた。ドットコムバブル崩壊の余波もあり、Appleの市場シェアは、米国では4%をわずかに上回る程度で、世界中で減少した。アナリストは、新しいiMacがAppleの市場ポジションを支えるだろうと期待を高めていた。ステージ上で、ジョブズはiMac G4を「私たちがこれまでに手がけた最高の製品だ。それは今後10年間続くユニークな美しさと優雅さを備えている」と宣言した。大衆の反応を測るために、アイヴは密かにMacworldの展示場を歩いて回った。空中に浮いているように見えるモニタとアームによる擬人化と個性は、製品ビデオやテレビ広告で強調された。
当時Appleは、Macを、iPodなどマルチメディア周辺機器を接続し、オーディオやビデオ編集でまとめる「デジタルハブ」戦略の中心として位置付けていた。 ジョブズは、大半の消費者は一般的なものよりも優れたコンピュータを望んでいるとし、それがMacであると主張した。iMacとデジタルハブ戦略は、消費者が創造的なメディアを作成するパーソナルコンピューティングの「第3フェーズ」と見なしたものの一部であった。DVDを読み書き出来るiMac G4は2,000ドル未満だった。一方、2年前のPower Mac G4は3,500ドルだった。
AppleはiMac G4をモデルごとに時期をずらして発売した。2002年1月には最上位の15インチモデルだけ発売し、2月と3月に廉価モデルが発売された。 発表後、最初の週のiMac G4の予約は、初代iMac以来、どのApple製品よりも多かった。Appleは、当初1ヶ月でiMacの予約を150,000件以上受け、 需要を満たすために1日に5,000台以上のiMacを生産したと述べた。RAMとLCDの価格が上昇したため、同社は価格を2万円（100ドル）値上げしたが、その前までの予約分は元の価格で販売した。 より大きなディスプレイを備えたハイエンドモデルが8月にリリースされた。この17インチのiMac G4は、ワイドスクリーン1440x900ピクセルディスプレイ、より大きなハードドライブ容量、より良いグラフィックスチップセットを提供し、少し重量を増した。同時に他のiMac G4は元の価格に下げられた。iMac G3のローエンドモデルは、2003年まで販売され続け、その後eMacに置き換えられた。
2003年2月に、iMac G4の新機種が発表された。以前提供されていた構成は、15インチと17インチモデルそれぞれが値下げされた。低価格モデルに加え、ハイエンドの17インチモデルでは、より高速なプロセッサ、光学ドライブ、より高速な、AirMac Extreme無線LANとRAMが搭載された。新しいハイエンド17インチモデルには、オーディオ入力ジャック、アダプタを介すとディスプレイをビデオコンポジットにミラーリングできる機能、および周辺機器との短距離ワイヤレス通信のためのBluetooth拡張モジュールも追加された。
2003年9月、iMac G4はモデルチェンジし、15インチと17インチのモデルが従来と同じ価格でより高速なプロセッサとグラフィックスになり、高速なUSB 2.0ポートが搭載された。15インチモデルには、以前は大型モデル専用だったBluetoothとAirMac Extremeも搭載された。11月には、17インチモデルと同じ仕様でさらに大型の20インチモデルが追加された。20インチモデルは、大きなディスプレイを支えるためにベースの重量を増し、アームが硬くなったため、モニタの移動操作と配置が難しくなった。

## 評価
iMac G4は好評を博し、特にコンピュータ本体があることを忘れさせ、空中にあるように見えるフラットスクリーンデザインであった。そのデジタルスクリーンは、明るさと鮮明さが高く評価されただけでなく、画面を調整するための人間工学によるデザインは「これまでの他のエンジニアリング製品と比べ、ありえないほど、魔法のように滑らかで、途方もなく安定していた」と賞賛された。

## 批評とその後
iMacは2002年に130万台を販売され、その年のAppleのベストセラー製品となった。 iMac G4は、Power Mac G4 Cubeの設計・製造不良と販売中止後のAppleのパブリックイメージを回復するのに役立ち、iMac G3でのAppleの成功は偶然ではないことを証明した。Apple製品の愛好家たちは、Appleが作った最高のコンピュータの1つと呼んでいる。このデザインで、2002年に国際デザインエクセレンス賞ゴールドを受賞し、Appleはその年に他の全ての企業より多くの賞を受賞した。2003年、ジョナサン・アイヴは、iMacやその他の製品に関する彼の研究により、デザイン博物館からデザイナー・オブ・ザ・イヤー賞を受賞した。iMac G4は、MOMA、HomeComputerMuseum、ビクトリア博物館、科学博物館グループなどの博物館の常設コレクションに保管されている。
ジョブズは、iMac G4が今後10年間コンピュータの外観を再構築すると宣言したが、iMac G4の人間工学に基づいたデザイン言語は僅か3年間さえ続かなった。マシンのバランスは、より大きなディスプレイによって成り立たなくなり、PowerPC G4の後継のPowerPC G5は消費電力と発熱が多く、強力な冷却の仕組みが必要であった。Macworld誌は、後継のiMac G5をiMac G4より「保守的」と呼んだ。これは、以前のiMacの色取り取りの筐体やヒマワリのデザインを止め、コンピュータの主要部分全てをディスプレイの後ろに配置したためであり、ジョブズが以前はエレガントではないとして避けさせたのと同じアプローチであった。iMac G5のデザインは、将来のiMacモデルが継続して利用するテンプレートだと実証されている。iMac G4は改造ベースにもされている。

## 技術仕様
| Model            | Flat Panel                                                               | Flat Panel                                                               | Flat Panel                                                               | Flat Panel                                                               | 15-inch 800MHz                                                           | 17-inch 1GHz                                                             | USB 2.0                                                                  | USB 2.0                                                                  | USB 2.0                                                                  |
| ---------------- | ------------------------------------------------------------------------ | ------------------------------------------------------------------------ | ------------------------------------------------------------------------ | ------------------------------------------------------------------------ | ------------------------------------------------------------------------ | ------------------------------------------------------------------------ | ------------------------------------------------------------------------ | ------------------------------------------------------------------------ | ------------------------------------------------------------------------ |
| 発表日           | 2002年1月7日                                                             | 2002年1月7日                                                             | 2002年1月7日                                                             | 2002年8月13日                                                            | 2003年2月4日                                                             | 2003年2月4日                                                             | 2003年9月8日                                                             | 2003年9月8日                                                             | 2003年11月18日                                                           |
| ディスプレイ     | 15" TFT LCD                                                              | 15" TFT LCD                                                              | 15" TFT LCD                                                              | 17" ワイドスクリーンTFT LCD                                              | 15" TFT LCD                                                              | 17" ワイドスクリーンTFT LCD                                              | 15" TFT LCD                                                              | 17" ワイドスクリーンTFT LCD                                              | 20" ワイドスクリーンTFT LCD                                              |
| CPU              | PowerPC 7441/7451 700 MHz                                                | PowerPC 7441/7451 700 MHz                                                | PowerPC 7445/7450/7451 800 MHz                                           | PowerPC 7445/7450/7451 800 MHz                                           | PowerPC 7445/7450/7451 800 MHz                                           | PowerPC 7445/7450/7451 1.0 GHz                                           | PowerPC 7445/7450/7451 1.0 GHz                                           | PowerPC 7445/7447 1.25 GHz                                               | PowerPC 7445/7447 1.25 GHz                                               |
| キャッシュメモリ | 256 KB L2キャッシュ                                                      | 256 KB L2キャッシュ                                                      | 256 KB L2キャッシュ                                                      | 256 KB L2キャッシュ                                                      | 256 KB L2キャッシュ                                                      | 256 KB L2キャッシュ                                                      | 256 KB L2キャッシュ                                                      | 256 KB L2キャッシュ                                                      | 256 KB L2キャッシュ                                                      |
| Front Side Bus   | 100 MHz                                                                  | 100 MHz                                                                  | 100 MHz                                                                  | 100 MHz                                                                  | 100 MHz                                                                  | 133 MHz                                                                  | 167 MHz                                                                  | 167 MHz                                                                  | 167 MHz                                                                  |
| RAM              | 128 MB PC133 SDRAM                                                       | 256MB PC133 SDRAM                                                        | 128MB/256MB PC133 SDRAM                                                  | 128MB/256MB PC133 SDRAM                                                  | 256MB PC133 SDRAM                                                        | 256MB PC2100 (266MHz) DDR SDRAM                                          | 256MB PC2700 (333MHz) DDR SDRAM                                          | 256MB PC2700 (333MHz) DDR SDRAM                                          | 256MB PC2700 (333MHz) DDR SDRAM                                          |
| GPU              | Nvidia GeForce 2 MX 32MB DDR SDRAM                                       | Nvidia GeForce 2 MX 32MB DDR SDRAM                                       | Nvidia GeForce 2 MX 32MB DDR SDRAM                                       | Nvidia GeForce 4 MX 32MB DDR SDRAM                                       | Nvidia GeForce 2 MX 32MB DDR SDRAM                                       | Nvidia GeForce 4 MX 64MB DDR SDRAM                                       | Nvidia GeForce 4 MX 32MB DDR SDRAM                                       | Nvidia GeForce FX 5200 Ultra 64MB DDR SDRAM                              | Nvidia GeForce FX 5200 Ultra 64MB DDR SDRAM                              |
| HDD              | 40 GB, 60 GB, 80 GB                                                      | 40 GB, 60 GB, 80 GB                                                      | 40 GB, 60 GB, 80 GB                                                      | 40 GB, 60 GB, 80 GB                                                      | 60 GB, 80 GB                                                             | 60 GB, 80 GB                                                             | 80 GB, 160 GB                                                            | 80 GB, 160 GB                                                            | 80 GB, 160 GB                                                            |
| 光学ドライブ     | 32x CD, 10x CDR/CD-RWドライブ                                            | 8x DVD, 32x CD Comboドライブ                                             | 6x DVD,24x CD read; 2x DVD-R, 8x CD-R, 4x CD-RW write SuperDrive         | 6x DVD,24x CD read; 2x DVD-R, 8x CD-R, 4x CD-RW write SuperDrive         | 32x Comboドライブ                                                        | 4x SuperDrive                                                            | 32x Comboドライブ                                                        | 4x SuperDrive                                                            | 4x SuperDrive                                                            |
| Ethernet         | 10BASE-T/100BASE-TX Ethernet                                             | 10BASE-T/100BASE-TX Ethernet                                             | 10BASE-T/100BASE-TX Ethernet                                             | 10BASE-T/100BASE-TX Ethernet                                             | 10BASE-T/100BASE-TX Ethernet                                             | 10BASE-T/100BASE-TX Ethernet                                             | 10BASE-T/100BASE-TX Ethernet                                             | 10BASE-T/100BASE-TX Ethernet                                             | 10BASE-T/100BASE-TX Ethernet                                             |
| モデム           | 56k V.90 モデム                                                          | 56k V.90 モデム                                                          | 56k V.90 モデム                                                          | 56k V.90 モデム                                                          | 56k V.90 モデム                                                          | 56k V.92 モデム                                                          | 56k V.92 モデム                                                          | 56k V.92 モデム                                                          | 56k V.92 モデム                                                          |
| Wi-Fi            | オプション: 11 Mbit/s AirMac 802.11b                                     | オプション: 11 Mbit/s AirMac 802.11b                                     | オプション: 11 Mbit/s AirMac 802.11b                                     | オプション: 11 Mbit/s AirMac 802.11b                                     | オプション: 11 Mbit/s AirMac 802.11b                                     | オプション: 54 Mbit/s AirMac Extreme 802.11b/g                           | オプション: 54 Mbit/s AirMac Extreme 802.11b/g                           | オプション: 54 Mbit/s AirMac Extreme 802.11b/g                           | オプション: 54 Mbit/s AirMac Extreme 802.11b/g                           |
| Bluetooth        | -                                                                        | -                                                                        | -                                                                        | -                                                                        | -                                                                        | オプション: Bluetooth 1.1                                                | オプション: Bluetooth 1.1                                                | オプション: Bluetooth 1.1                                                | オプション: Bluetooth 1.1                                                |
| USB              | USB 1.1 x3                                                               | USB 1.1 x3                                                               | USB 1.1 x3                                                               | USB 1.1 x3                                                               | USB 1.1 x3                                                               | USB 1.1 x3                                                               | USB 2.0 x3                                                               | USB 2.0 x3                                                               | USB 2.0 x3                                                               |
| FireWire         | FireWire 400 x2                                                          | FireWire 400 x2                                                          | FireWire 400 x2                                                          | FireWire 400 x2                                                          | FireWire 400 x2                                                          | FireWire 400 x2                                                          | FireWire 400 x2                                                          | FireWire 400 x2                                                          | FireWire 400 x2                                                          |
| オーディオ       | 内蔵マイク 内蔵スピーカ オーディオ出力 Apple Proスピーカ専用ミニジャック | 内蔵マイク 内蔵スピーカ オーディオ出力 Apple Proスピーカ専用ミニジャック | 内蔵マイク 内蔵スピーカ オーディオ出力 Apple Proスピーカ専用ミニジャック | 内蔵マイク 内蔵スピーカ オーディオ出力 Apple Proスピーカ専用ミニジャック | 内蔵マイク 内蔵スピーカ オーディオ出力 Apple Proスピーカ専用ミニジャック | 内蔵マイク 内蔵スピーカ オーディオ出力 Apple Proスピーカ専用ミニジャック | 内蔵マイク 内蔵スピーカ オーディオ出力 Apple Proスピーカ専用ミニジャック | 内蔵マイク 内蔵スピーカ オーディオ出力 Apple Proスピーカ専用ミニジャック | 内蔵マイク 内蔵スピーカ オーディオ出力 Apple Proスピーカ専用ミニジャック |
| ビデオ出力       | Mini-VGA                                                                 | Mini-VGA                                                                 | Mini-VGA                                                                 | Mini-VGA                                                                 | Mini-VGA                                                                 | Mini-VGA                                                                 | Mini-VGA                                                                 | Mini-VGA                                                                 | Mini-VGA                                                                 |
| 初期OS           | Mac OS 9.2.2, Mac OS X v10.1                                             | Mac OS 9.2.2, Mac OS X v10.1                                             | Mac OS X v10.1                                                           | Mac OS X v10.1                                                           | Mac OS X v10.2                                                           | Mac OS X v10.2                                                           | Mac OS X v10.3 Panther                                                   | Mac OS X v10.3 Panther                                                   | Mac OS X v10.3 Panther                                                   |
| 最終対応OS       | Mac OS X v.10.4.11 Tiger                                                 | Mac OS X v.10.4.11 Tiger                                                 | Mac OS X v.10.4.11 Tiger                                                 | Mac OS X v.10.4.11 Tiger                                                 | Mac OS X v.10.4.11 Tiger                                                 | Mac OS X v.10.5.8 Leopard                                                | Mac OS X v.10.5.8 Leopard                                                | Mac OS X v.10.5.8 Leopard                                                | Mac OS X v.10.5.8 Leopard                                                |
| 重量             | 9.7 kg                                                                   | 9.7 kg                                                                   | 9.7 kg                                                                   | 10.4 kg                                                                  | 9.7 kg                                                                   | 10.4 kg                                                                  | 9.7 kg                                                                   | 10.4 kg                                                                  | 18.2 kg                                                                  |

### 参照
- Dalrymple, Jim (November 2003). "Faster iMacs, Bigger iPods". Macworld. Mac Beat. p. 24. ISSN 0741-8647。
- Dreier, Troy (9 April 2002). "Apple iMac: Bold New Look, Software Bundle Woo Converts". PCMag. Vol. 21, no. 7. p. 42. ISSN 0888-8507。
- Grumet, Tobey (June 2002). "Girth Control". Popular Mechanics. Vol. 179, no. 6. Technology. pp. 38–40. ISSN 0032-4558。
- Isaacson, Walter (2013). Steve Jobs. Simon & Schuster. ISBN 978-1-4516-4854-6
- Kahney, Leander (2013). Jony Ive: The Genius Behind Apple's Greatest Products. Penguin Group. ISBN 978-1-5918-4617-8
- Michaels, Philip (March 2002a). "The iMac: Flat Is Where It's At". Macworld. pp. 29–32. ISSN 0741-8647。
- Michaels, Philip (June 2002b). "The Price is Right?". Macworld. p. 24. ISSN 0741-8647。
- Michaels, Philip; Cellini, Adelia (July 2002). "Does the eMac Make the Grade?". Macworld. No. 207. Mac Beat. ISSN 0741-8647。
- Michaels, Philip (April 2003). "The Desktop Shuffle". Macworld. Mac Beat. p. 21. ISSN 0741-8647。
- Norr, Henry (December 2004). "Reviews: Apple's Consumer Desktop Strikes a New Pose". Macworld. pp. 22–25. ISSN 0741-8647。
- Quittner, Josh; Winters, Rebecca (14 January 2002). "Apple's New Core". Time. Vol. 159, no. 2. pp. 46–53. ISSN 0040-781X。
- Snell, Jason (May 2002a). "iMac G4/800; Bold System Avoids the Sophomore Slump". Macworld. pp. 52–53. ISSN 0741-8647。
- Snell, Jason (September 2002b). "iMac Hits the Big Screen". Macworld. pp. 22–23. ISSN 0741-8647。
- Snell, Jason (May 2003). "1GHz iMac G4, 17-inch". Macworld. Reviews. p. 37. ISSN 0741-8647。
- Tang, Jimmy (2002). "When G4 Meets iMac". HWM. Vol. 2, no. 2. p. 88. ISSN 0219-5607。

- Appleサポートページ

1. 1 2  When released, the iMac G4 was referred to as 'the new iMac' to distinguish itself from the previous CRT-based models; they would retroactively be called iMac G3 and G4s to distinguish them.[4]
2. ↑  This is the most commonly given origin for the iMac G4's shape, but Leander Kahney reports another origin offered by an unnamed former executive. In this telling, Jony made two designs: one with the computer behind the screen, and one with a separate screen and base. Jobs chose the latter "goose neck" design because its anthropomorphic features made it more approachable.[28]
3. ↑  According to Jobs, the first phase of computing was using computers for work and utility (word processing, spreadsheets, etc.) while the second phase was connecting computers via the internet.[19]